# Kunstkredit Baselland
Der Kunstkredit Baselland wurde 1930 von Walter Eglin, Otto Plattner, Jacques Düblin und Ernest Bolens gegründet.
Der jährlich zur Verfügung gestellte Kredit zur Förderung der bildenden Kunst hatte in der Zwischenkriegszeit den Charakter eines Notstandskredits, der über Ankäufe und Kunst-am-Bau-Aufträge die materielle Not der Kunstschaffenden zu lindern suchte. Der Kanton Basel-Landschaft kauft seit 1930 Arbeiten von Künstlern an.
In den Anfangsjahren des Kunstkredits repräsentierte die Kunstkredit-Sammlung vorrangig basellandschaftliche Kunstwerke; seit 1962 vereint sie Kunstschaffende der ganzen Region Basel. 1935 legte die konstituierende Kunstkreditkommission durch ihre Ankäufe den Grundstein für die aktuelle Sammlung. Sie umfasst rund 4300 angekaufte Kunstwerke in allen Techniken. Ob Malerei, Druckgrafik, Plastik, Fotografie, Medienkunst oder Installation: Der Fokus der Sammlung liegt auf dem Bezug zur Region.